# Sueli Tortura
Sueli Terezinha Tortura (* 10. August 1966) ist eine ehemalige brasilianische Fußballschiedsrichterin.
Von 1995 bis 2009 stand sie auf der Liste der FIFA-Schiedsrichter und leitete internationale Fußballpartien.
Bei der Weltmeisterschaft 2003 in den Vereinigten Staaten pfiff Tortura zwei Gruppenspiele.